# أخلاقيات الفضيلة

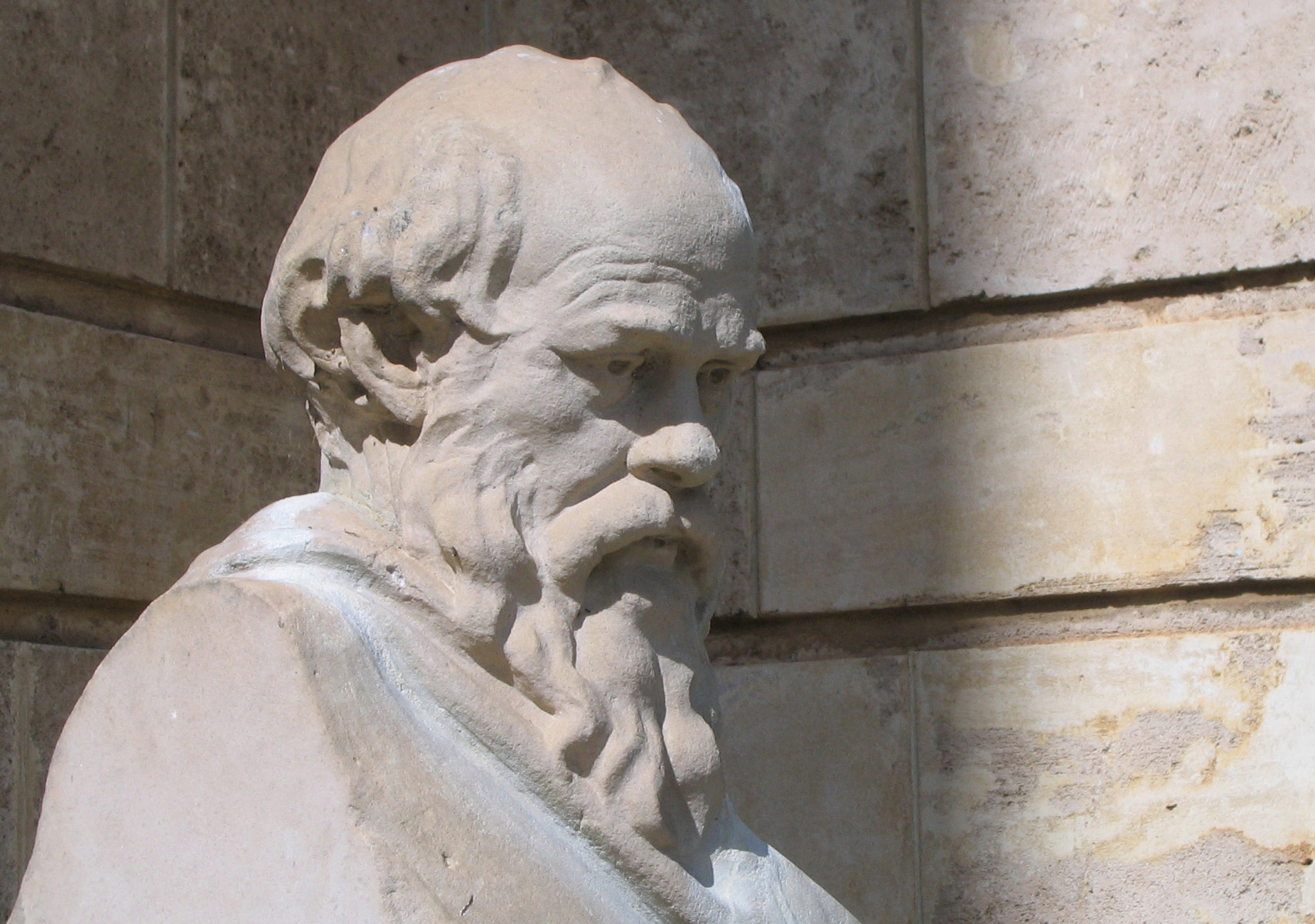

أخلاقيات الفضيلة هي نظريات أخلاقية معيارية التي تحدد فضائل العقل وطبع الفرد. يناقش الأخلاقيون الفاضلون مسائل وطبيعة وتعريف الفضائل وغيرها من المسائل ذات الصلة. على سبيل المثال، كيف يتم الحصول على الفضائل؟ كيف يتم تطبيقها في مختلف سياقات الحياة الحقيقية؟ هل الفضائل متجذرة في طبيعة الإنسان العالمية أو في تعدد الثقافات؟

## المفاهيم الرئيسية
تستمد التقاليد الغربية المفاهيم الرئيسية من الفلسفة اليونانية القديمة. وهذه المفاهيم تشمل التميز (أو الفضيلة)، الحكمة (العملية أو الأخلاقية)، والازدهار.
بشكل العام، المتفق عليه هو أن الفضيلة هي سمة شخصية، مثل العادة أو الشعور المستقر. على وجه التحديد، فإن الفضيلة هي سمة إيجابية تجعل من صاحبها إنسانا جيدا. وبالتالي، يجب التفرقة بين الفضيلة وبين موقف أو تصرف منفرد بحد ذاته عن عوائد الشخص. 
الحكمة العملية هي صفة مكتسبة التي تُمَكن صاحبها من تحديد ما ينبغي القيام به في أي حالة معينة. على عكس الحكمة النظرية، فالحكمة العملية تسبب في القيام بعمل ما أو إتخاذ قرار ما. يقول جون ماكدويل أن الحكمة العملية تنطوي على «حساسية إدراكية» تجاه ما يتطلبه الوضع.

## قوائم الفضيلة
هناك عدة قوائم مختلفة تحدد الفضائل. قال سقراط «أن الفضيلة هي المعرفة»، مما يوحي بأن هناك  فضيلة واحدة فقط. اتفق الوراقيون معه مدعيين أن الفضائل الأربع هم جانب من جوانب الفضيلة الحقيقية.
قائمة أرسطو 
حدد أرسطو يقارب الثمانية عشر فضيلة التي تمكن الشخص من أداء وظيفة الإنسان. ميز الفضائل المتعلقة بالعاطفة والرغبة عن تلك المتعلقة بالعقل. سمى الأول الفضائل الأخلاقية، وسمى الثاني الفضائل الفكرية. اعتبر كل فضيلة أخلاقية هي معدل وسطي بين رذيلتين مترادفتين، واحدة من الزائد والثانية من النقص. كل فضيلة فكرية هي مهارة عقلية أو عادة تُمَارَس للوصول إلى ما يؤكد الحقيقة أو ينفيها.
الفضائل الأخلاقية
- الشجاعة في مواجهة الخوف.
- الاعتدال في وجه اللذة والألم.
- التسامح مع الثروة والممتلكات.
- الروعة مع ثروة كبيرة وممتلكاتهم.
- الشهامة الكبيرة مع مرتبة الشرف.
- الطموح المناسبة مع مرتبة الشرف.
- الصدق مع التعبير عن الذات.
- الحنكة في المحادثة.
- الود في السلوك الاجتماعي.
- التواضع في مواجهة العار أو مجون.
- السخط في مواجهة الإصابة.

الفضائل الفكرية
- النوص: (الذكاء) الذي يعقل الحقائق الأساسية (مثل التعاريف، بداهة المبادئ).
- النظام المعرفي: (العلم) الذي هو المهارة مع المنطق استنتاجي (مثل البراهين، المنطق البرهاني والمظاهرات).
- الصوفيا: (الحكمة النظرية)، الذي يجمع بين الحقائق الأساسية مع صالح اللازمة الاستدلالات أن السبب جيدا عن الحقائق لا تتغير.

- الغنوم: (الشعور الجيد) - تمرير الحكم «التفاهم الودي».
- السينسي:  (الفهم) -- فهم ما يقوله الآخرون، ولا يصدر الأوامر.
- الفرونيسوس: (الحكمة العملية) -- معرفة ما يجب القيام به، المعرفة بتغيير الحقائق، قضايا الأوامر.
- التقنية: (الفن والحرفية).

### الفضائل السبع المسيحية
في المفهوم المسيحي، هناك فضائل سماوية سبعة  تجمع  بين الفضائل الكلاسيكية الأربعة وهي الحكمة، والعدالة، والاعتدال، والشجاعة (أو الثبات) مع الفضائل اللاهوتية الثلاثة وهي الإيمان، والأمل، والعمل الخيري. وتم اعتماد هذه الفضائل من قبل آباء الكنيسة بأنها الفضائل السبعة.
بعد أن أصدر البابا غريغوري قائمة الخطايا السبع المميتة في عام 590 ميلادياً، فإن الفضائل السبع أصبحت العفة، والاعتدال، والعمل الخيري، والاجتهاد، والصبر، واللطف، والتواضع. ممارسة هذه الفضائل يقال أنها تحمي ضد إغراء الخطايا السبع المميتة. والجدول التالي يشرح الفضائل السبعة بحسب المفهوم المسيحي الكاثوليكي وما يقابلها من خطيئة.
| الفضيلة      | المعني                          | الخطيئة |
| ------------ | ------------------------------- | ------- |
| العفة        | النقاء،الامتناع عن ممارسة الجنس | شهوة    |
| الاعتدال     | الإنسانية، الاتزان              | الشراهة |
| العمل الخيري | الخير،الكرم،التضحية             | الطمع   |
| الاجتهاد     | الجهد، الأخلاق                  | الكسل   |
| الصبر        | المغفرة، الرحمة                 | الغضب   |
| اللطف        | الرضا                           | الحسد   |
| التواضع      | الشجاعة، التواضع، الخشوع        | الفخر   |

### الفضائل في الإسلام
- الخير والأعمال الخيرية: يذكر في القرآن والأحاديث النبوية ما يشجع على فعل الخير وبخاصة للمحتاجين وذلك بالإنفاق عليهم من دون تبذير أو إسراف. من الآيات التي تشجع على فعل الخير: «الَّذِينَ يُنفِقُونَ أَمْوَالَهُم بِاللَّيْلِ وَالنَّهَارِ سِرًّا وَعَلاَنِيَةً فَلَهُمْ أَجْرُهُمْ عِندَ رَبِّهِمْ وَلاَ َخوْفٌ عَلَيْهِمْ وَلاَ هُمْ يَحْزَنُونَ».
- المغفرة: يولي الإسلام في القرآن والأحاديث النبوية على الغفران وطلب المغفرة من الله.
- التسامح: يولي الإسلام أهمية كبرى للتسامح وقبول الأخر مهما كان موقفه. وهو أمر أن يزرع التسامح على المستويات الشخصية والاجتماعية والدينية.
- الصدق: في الإسلام، الصدق يعني الحفاظ على الإخلاص والصدق في جميع الإجراءات التفاعلات والمعاملات وهي مسألة يجب آن تلتمس في جميع جوانب حياة الإنسان.
- اللطف والرأفة: يدعوا الإسلام، في قرآنه، أن يكون الإنسان رؤوفا بكل مخلوقات الله.
- العدل والقسط: يدعو الإسلام إلى العدل والابتعاد عن البغي والتساوي بالعدل.
- الوفاء بالعهد: يعطي الإسلام الأمر بإيفاء العهود، لما عاهدوا الله عليه وما عاهدوا البشر.
- التواضع: يشدد الحديث الشريف أن التواضع هو جزء من الإيمان ويكون بتواضع المظهر، والتصرف والتعامل مع الأخرين.
- الحديث المحتشم: يطلب القرآن من المؤمنون بصون لسانهم والتجادل مع الأخرين بالتي هي أحسن.
- الإخلاص: يدعو الإسلام إلى الوفاء بالالتزامات والقيام بالأعمال بإخلاص تام.
- الصبر: وهي من الفضائل التي يشجع الإسلام المؤمنين بالتحلي به.
- الصدق: يدعوا الإسلام إلى الصدق في الحديث والمعاملة والإيمان.
- تجنب الغضب: يشجع اإسلام المؤمنين على كتم الغضب وتجنبه.
- احترام الأكبر سنا.